# Mosquée du Petit Pacha

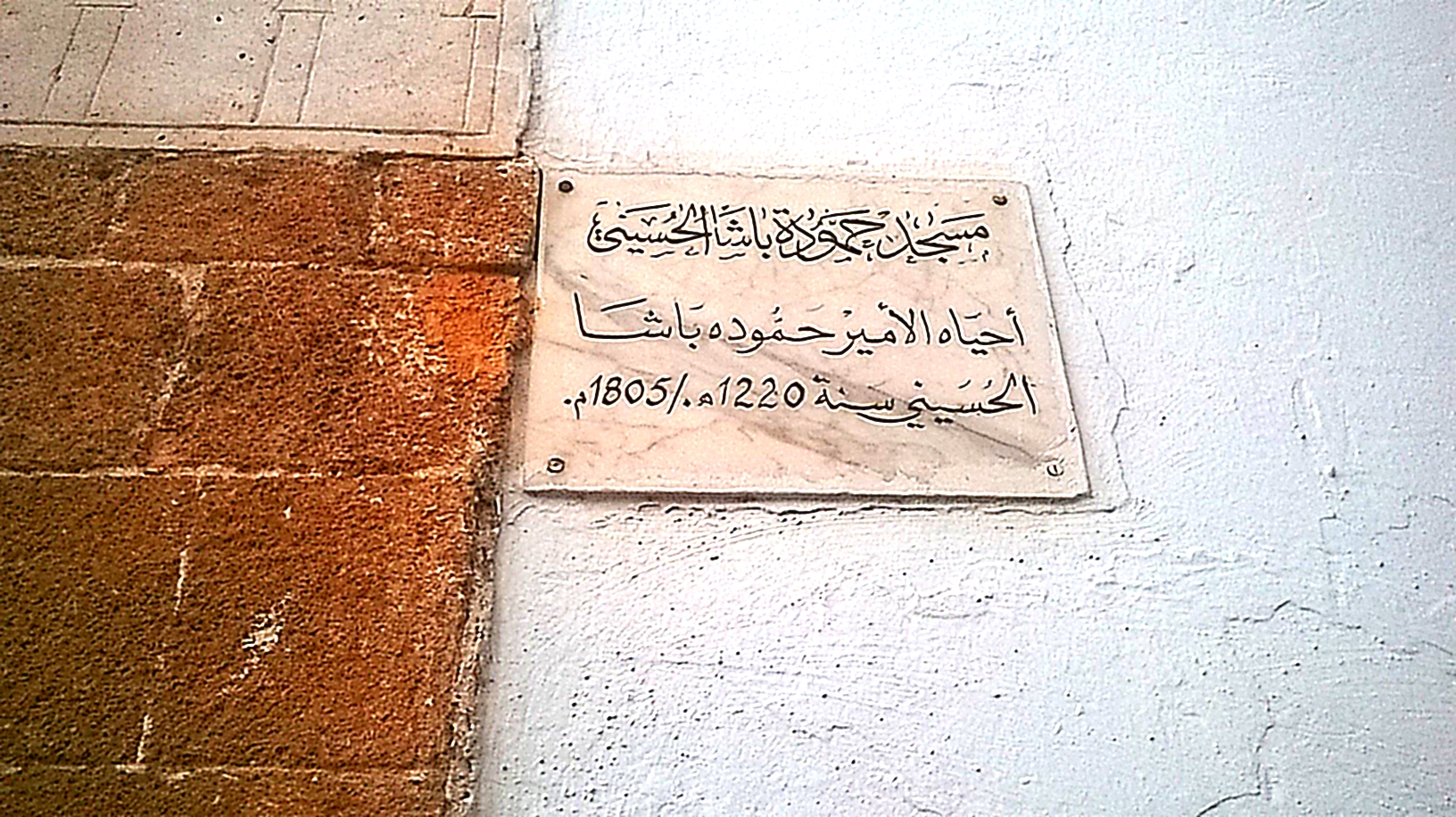
Plaque commémorative indiquant la mosquée du Petit Pacha

La mosquée du Petit Pacha est une mosquée tunisienne située à l'ouest de la médina de Tunis. Elle est également connue sous le nom de mosquée Hammouda-Pacha le husseinite (arabe : مسجد حمودة باشا الحسيني) en opposition avec la mosquée de Hammouda-Pacha le mouradite.

## Localisation
Elle se trouve au numéro 214 de la rue de la Kasbah.

## Histoire
Elle est construite en 1805 (1220 de l'hégire), par Hammouda Pacha, bey de Tunis de la dynastie des Husseinites de 1782 à sa mort, comme indiqué sur la plaque commémorative.